# Kalabovce
Kalabovce (cyr. Калабовце) – wieś w Serbii, w okręgu pczyńskim, w gminie Surdulica. W 2011 roku liczyła 83 mieszkańców.